# Illigera parviflora
Illigera parviflora är en tvåhjärtbladig växtart som beskrevs av Stephen Troyte Dunn. Illigera parviflora ingår i släktet Illigera och familjen Hernandiaceae. Inga underarter finns listade i Catalogue of Life.